# Одризи
Одризи (стгрч. Ὀδρύσαι, лат. Odrysae) су били једно од најмоћнихи трачких племена. Настањивали су токове рекâ Марице, Тунџе и Еркене. На поменуто подручке су се доселили нешто касније него остала родопска племена. Продрвши кроз Хемдске кланце, прво су стигли до притоке реке Артескос (Άρτησκός), коју су назвали Тунџом (Τόνζος). Овде, на месту где се састају Марица и Тунџа, подигли су „град”, чије име је на језику Бесâ било Uscudama, касније Ὀρεστἱα или Ὀρεστίας, а још касније у римско доба . За време Грчко-персијских ратова Одризи су се истакли у борбама против Даријевих и Ксерксових трупа. Након тога уздигли су се над осталим племенима потчинивши их себи и основали државу (в. Одриско краљевство), чији је владар носио титулу Θρηίκων βασιλεύς (краљ Тракије). Тукидид је изложио постање одришке државе. Један од најзначајнијих одришких владалаца био је Ситалк I, чувен по великим ратовима вођених са суседима у којима је „државу” доста проширио. Наследио га је његов синовац, Сеут I, који је држао под контролом област од Абдере до ушћа Истра у Црно море, од Византиона до Струминих извора. Стари писци приповедају о богатству на његовом двору. Након смрти му, „држава” услед унутрашњих трзавица није могла опстати, па се распала на низ засебних области у којима су локални господари водили политику на своју руку. На крају ће све те области потпасти под власт Римљана 46. године н. е.